# Монсалес
Монсале́с (фр. Montsalès, окс. Montsalés) — коммуна во Франции, находится в регионе Окситания. Департамент — Аверон. Входит в состав кантона Вильнёв. Округ коммуны — Вильфранш-де-Руэрг.
Код INSEE коммуны — 12158.
Коммуна расположена приблизительно в 490 км к югу от Парижа, в 110 км северо-восточнее Тулузы, в 55 км к западу от Родеза.

## Население
Население коммуны на 2008 год составляло 239 человек.
| 1962 | 1968 | 1975 | 1982 | 1990 | 1999 | 2008 |
| ---- | ---- | ---- | ---- | ---- | ---- | ---- |
| 178  | 219  | 195  | 203  | 199  | 215  | 239  |

## Администрация
| Период | Период | Фамилия     | Партия | Примечания |
| ------ | ------ | ----------- | ------ | ---------- |
| 2001   | 2008   | Робер Брей  |        |            |
| 2008   |        | Бенуа Марти |        |            |

## Экономика

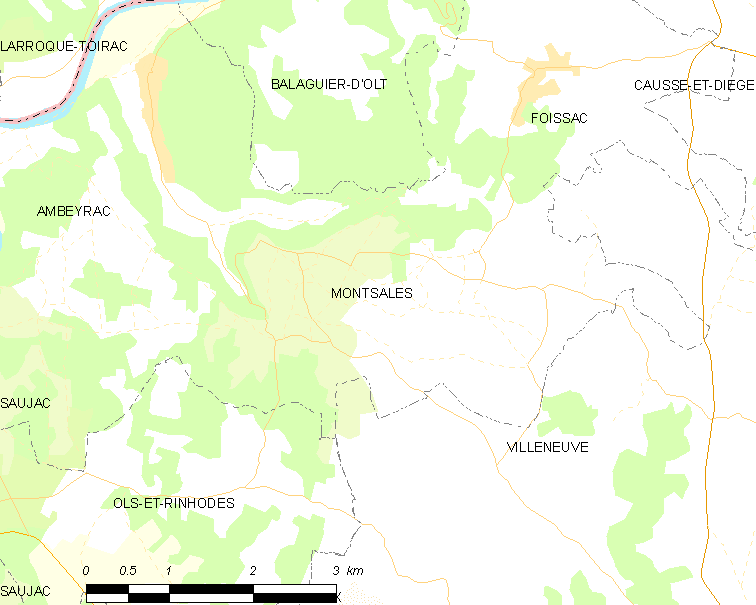
Карта коммуны

В 2007 году среди 131 человека в трудоспособном возрасте (15—64 лет) 100 были экономически активными, 31 — неактивными (показатель активности — 76,3 %, в 1999 году было 57,8 %). Из 100 активных работали 94 человека (51 мужчина и 43 женщины), безработных было 6 (1 мужчина и 5 женщин). Среди 31 неактивных 7 человек были учениками или студентами, 13 — пенсионерами, 11 были неактивными по другим причинам.

## Достопримечательности
- Башня XIV века
- Церковь с восьмиугольной колокольней. Восстановлена в XIX веке
- Дольмен Фуассак
- Доисторические пещеры Gleio Maou, где были найдены захоронения эпохи неолита